# Sepat
Sepat is een bestuurslaag in het regentschap Majalengka van de provincie West-Java, Indonesië. Sepat telt 1234 inwoners (volkstelling 2010).